# Teenage Mutant Ninja Turtles: Out of the Shadows
Teenage Mutant Ninja Turtles: Out of the Shadows — видеоигра 2013 года в жанре hack and slash, разработанная Red Fly Studio и основанная на персонажах Mirage Studios. Издателем выступила компания Activision. Несмотря на то, что игра не является адаптацией мультсериала «Черепашки-ниндзя» 2012 года, она заимствует некоторые элементы оттуда. Out of the Shadows содержит онлайн-режим для четырёх игроков и автономный кооператив для двух игроков. По сюжету, Черепашки-ниндзя сталкиваются с такими классическими злодеями как: клан Фут, Пурпурные драконы, Бакстер Стокман и Крэнг, а также пытаются помешать Шреддеру разработать новое оружие с помощью украденной технологии Крэнга.
Игра была выпущена 28 августа 2013 года для Xbox 360 и Microsoft Windows и была встречена преимущественно негативными отзывами. Релиз версии для PlayStation 3 был отложен до 15 апреля 2014 года, поскольку разработчики хотели устранить недостатки и недоработки из других версий.

## Геймплей
Teenage Mutant Ninja Turtles: Out of the Shadows — видеоигра в жанре hack and slash от третьего лица, в которой игроки управляют Черепашками-ниндзя. Игроки в состоянии переключаться между четырьмя Черепахами — Леонардо, Донателло, Микеланджело и Рафаэлем — будучи в состоянии проходить игру как в одиночном, так и в кооперативном режиме. В случае отсутствия других игроков, оставшиеся Черепахи контролируются ИИ и сопровождают протагониста по мере прохождения. Каждая из четырех Черепах обладает индивидуальным стилем боя, отличающимся в зависимости от выбранного оружия: Леонардо владеет двумя катанами, что делает его самым искусным из Черепах, Донателло использует бо, который позволяет ему атаковать на широких диапазонах, Микеланджело орудует двумя нунчуками, что делает его самой быстрой Черепахой, а Рафаэль задействует парные саи, выступая в качестве агрессивного бойца на ближних дистанциях. В игре предусмотрено меню навыков, позволяющее улучшать физические характеристики Черепах. Кроме того, каждая Черепаха обладает альтернативным оружием. 
Геймплей строится на командной работе, благодаря чему игроки могут применять командные комбинации на противниках и отправлять тех в нокаут. Специальные приёмы заполняют зелёную полосу, расположенную в верхней левой части экрана. Когда та заполняется, игроки получают доступ к мощнейшей комбинации, мгновенной уничтожающей врагов. Также в игре присутствуют предметы для собирательства, такие как пицца, которая восстанавливает здоровье, и сюрикены, используемые в качестве оружия дальнего боя.
Игра линейна и проходится за счёт уровней, представляющими собой культовые места франшизы: канализация, логово Шреддера и секретный объект Крэнга. Враги варьируются от уличных головорезов до ниндзя клана Фут и солдат Крэнга. Некоторые уровни выстроены под стелс, поскольку игрокам приходится тайно пробираться через карту и избегать врагов. Также в игру добавлены аркадный режим и режим испытаний, где игроки сражаются с волнами врагов на различных уровнях. В конце некоторых из них даже присутствуют боссы.

## Сюжет
В начале игры Эйприл О’Нил просыпается на расположенном в доках складе. Уклоняясь от выстеленных извне лазерных лучей, она пытается позвать на помощь Черепашек-ниндзя, однако её похищает Караи. Далее следует флэшбек, в ходе которого Донателло сообщает остальным Черепахам о своём новейшем изобретении: он установил датчик слежения в ботинок Эйприл, благодаря чему братья могут выследить свою подругу, если та попадёт в беду. Впоследствии Черепашки узнают о серии ограблений в нескольких лабораториях по всему Манхэттену и решают провести расследование. 
Прибыв на место преступления, Черепахи обнаруживают, что за ограблениями стоят Пурпурные драконы, которых они быстро побеждают. Узнав, что следующей целью банды является здание TCRI, где обитают Крэнги, братья решают установить связь между ограблениями и отправляются вслед за грузовиком, наполненным украденной технологией Крэнгов, после чего становятся свидетелями союза между Пурпурными драконами и кланом Фут. Пересекая метро, они находят тайную железную дорогу, которую члены клана Фут используют для транспортировки украденной технологии через вагоны метро в своё логово, оставаясь незамеченными. Черепахи проникают в вагон с технологиями, однако на них нападает Караи, которая сбивает их со следа, уничтожая железную дорогу взрывчаткой.
Будучи не в состоянии продолжать путь, Черепахи решают вернуться домой, но, путешествуя по канализации, натыкаются на маузеров Бакстера Стокмана. В процессе битвы Черепашки пытаются установить связь между Стократном и кланом Фут, после чего звонят Эйприл и неохотно делятся с ней своими координатами, чтобы та могла помочь им в расследовании. Проникнув на склад Стокмана в доках, Эйприл узнаёт, что тот разрабатывает устройство для Шреддера с помощью технологии Крэнгов, однако, прежде чем она успевает связаться с Черепахами, её похищает Караи. Тем временем Черепахи сражаются с массивным трёхголовым Цербером-маузером Стокмана, которого им удаётся уничтожить, однако Стокмана успевает скрыться. Затем братья узнают об исчезновении Эйприл. 
Вернувшись домой, Черепахи обращаются за советом к мастеру Сплинтеру, который рекомендует своим сыновьям тщательно обдумать следующий шаг. Выясняется, что Эйприл находится в плену в логове Шреддера, где братья сталкиваются с Караи. После победы над ней Леонардо предлагает девушке присоединиться к ним, однако та заявляет, что Черепахи будут уничтожены Шреддером и исчезает. Проникнув в логово Шреддера, Черепахи вступают в сражение с ним, однако тот вскоре уходит, получив сообщение от Стокмана о том, что тот завершил свой эксперимент. Черепахи решают не преследовать его, вместо этого сосредоточив усилия на спасении Эйприл. Девушка делится с друзьями своими выводами относительно того, что маузеры Стокмана позволяют клану Фут достигнув TCRI по вырытым туннелям.
Черепахи проникают в TCRI через один из туннелей и пробиваются сквозь ниндзя клана Фут, добравшись до Шредера. По пути они отключают портал в Измерение Икс, чтобы предотвратить прибытие подкрепления Крэнгов, и обнаруживают, что секретным проектом Стокмана был шлем, предоставляющий владельцу телекинетические способности. Несмотря на новообретённые силы, Шреддер терпит поражение от Черепах, которые уничтожают шлем, чтобы тот больше не попал в плохие руки. Вернувшись домой, Черепахи рассказывают о своём приключении Эйприл и Сплинтеру, празднуя свою победу за пиццей. Между тем, Шреддер клянётся отомстить своим врагам, в то время как Крэнг начинают строить собственные планы по устранению Черепах.

## Критика
| Сводный рейтинг | Сводный рейтинг |
| Агрегатор       | Оценка          |
| --------------- | --------------- |
| GameRankings    | 48,24 %         |

Версии игры для Xbox 360 и Microsoft Windows получили преимущественно отрицательные отзывы. На Metacritic средний балл версии для Xbox 360 составил 38 из 100. Game Informer дал игре 2 балла из 10, назвав её «ужасной во всех отношениях». Версия для PlayStation 3 получила 4 балла из 10 от Push Square. IGN дал игре 6.1 баллов из 10, отметив, что боевая система «остаётся верна духу Черепашек-ниндзя», что позволяет игрокам «закрыть глаза на технические недостатки и проблемы с управлением». Polygon назвал Out of the Shadows «едва играбельным разочарованием», дав ей 1 балл из 10. Daily News охарактеризовал игру как «незаконченный продукт, которому не стоит выходить из тени». PC Mag дал Out of the Shadows 3 балла из 5, похвалив разнообразие геймплея за каждую Черепашку и, в то же время, раскритиковав мини-игры, непривлекательную графику и повторяющиеся голоса и фразы персонажей.